# Jacques de Vincens de Mauléon de Causans
Jacques de Vincens de Mauléon de Causans, 5e marquis de Causans (Jonquières, 31 juillet 1751 - Paris, 14 avril 1824) est un homme politique et militaire français.

## Biographie

### Vie privée

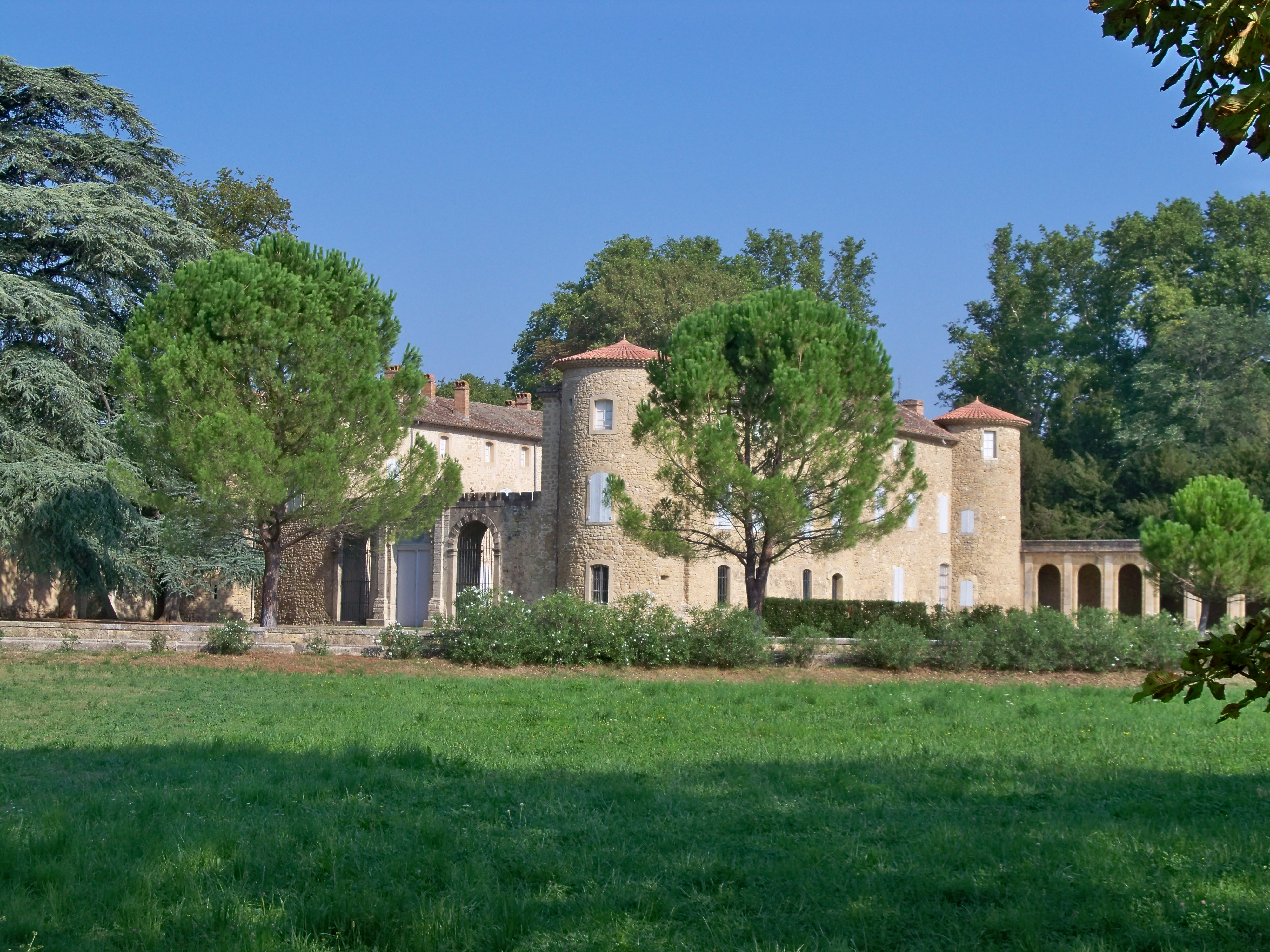
Château de Causans à Jonquières

Il est le fils de Jean Joseph de Vincens de Mauléon de Causans, 4e marquis de Causans, lieutenant du roi pour la Provence et maréchal de camp et de Françoise Madeleine de Louvel-Glisy.

### Vie publique
Il suit la carrière des armes, d'abord sous-lieutenant au régiment de La Marche en 1766, il prend part à la campagne de Corse avec son père et est promu capitaine en 1772, avant de lui succéder à la tête du régiment en 1774. Il devient mestre de camp, commande le régiment de Conti-infanterie de 1774 à 1776. 
Colonel et chevalier de l'ordre de Saint-Louis, président des états de la principauté d'Orange en 1789, il est élu, le 28 mars 1789, député de la noblesse aux États généraux pour la principauté d'Orange ; il est promu maréchal de camp le 17 avril 1790. À l'Assemblée, il siège au côté droit, ne monte jamais à la tribune, et vote contre toutes les réformes proposées. 
Il émigre et rejoint l'Armée des émigrés, avec laquelle il fait la campagne de 1792 et devient membre de la garde du comte de Provence à Blankenbourg en 1795.
Il rentre en France en 1800, il vit dans la retraite, avant d'être nommé président du collège électoral d'Orange en 1811, et est candidat au Corps législatif, où il n'entre pas. 
Le 23 août 1814, la première Restauration le nomme lieutenant-général. Il est commandant d'armes à Givet et fort de Charlemont et suit le roi Louis XVIII à Gand durant des Cent-Jours.
Le 22 août 1815, il est élu député au collège de département de Vaucluse, et siège parmi les ultras de la Chambre introuvable.
Il réapparaît à la chambre élue le 4 octobre 1816. Il prend deux fois la parole, pour protester contre l'aliénation de forêts qui étaient d'anciens biens d'Église, et pour demander le retour au recrutement de l'Ancien Régime. Éliminé au renouvellement par cinquième de 1819, il est renvoyé au parlement, le 24 avril 1820, par le collège de département de Vaucluse. Il meurt à la fin de la législature. 
Paul de Vincens de Causans, son fils, offre un portrait de son père par Marie-Thérèse Reboul au Musée Calvet d'Avignon en 1845.

## Famille
Il épouse, le 4 mai 1779, Marie Élisabeth Jeanne de La Granche de Noüe (1762-1798), fille de Joseph Louis Charles de La Granche de Noüe et de Marie Catherine Julie Lefebvre. Ils ont cinq enfants.
- Louis Philippe Joseph de Vincens de Mauléon de Causans, 6e marquis de Causans (11 novembre 1781 - 12 janvier 1864) épouse Adèle Charlotte Rosalie du Roux de Chevrier (25 juillet 1790 - 10 novembre 1818), dont descendance ;
- Marie Charlotte Joséphine de Vincens de Mauléon de Causans (14 juillet 1783 - 8 mars 1759) épouse Aimé Armand Pascal de Chevigné (15 avril 1759 - ?), dont descendance ;
- Marie Émilie de Vincens de Mauléon de Causans (9 mars 1787 - 10 septembre 1855) épouse Louis Antoine de Forceville (25 octobre 1759 - 29 avril 1834), dont descendance ;
- Paul de Vincens de Mauléon de Causans, 1er baron de Causans (11 novembre 1781 - 12 janvier 1864) épouse Marie Anne Geneviève Thérèse Sophie de Renoyer (1791 - 16 mars 1869), dont descendance ;
- Antoine de Vincens de Mauléon de Causans (? - 1825), célibataire, sans enfants.

## Distinctions

### Décorations françaises
- Chevalier de l'Ordre royal et militaire de Saint-Louis

## Publications
- Jacques de Vincens de Mauléon de Causans, Chambre des députés. Opinion de M. le marquis de Causans, député de Vaucluse, sur l'article 1er du titre XI du projet de finances amendé par la commission : séance du 4 mars 1817, Chambre des députés, 1817 (lire en ligne)
- Jacques de Vincens de Mauléon de Causans, Opinion de M. le marquis de Causans, lieutenant-général, député de Vaucluse, prononcée à la Chambre, dans la séance du 23 janvier 1818, sur la loi du recrutement, Paris, Le Normant imprimeur-libraire, 1818 (lire en ligne)